# Tennistoernooi van Dubai 2018
Het tennistoernooi van Dubai van 2018 werd van 19 februari tot en met 3 maart 2018 gespeeld op de hardcourt-buitenbanen van het Aviation Club Tennis Centre in Dubai, de hoofdstad van het gelijknamige emiraat in de Verenigde Arabische Emiraten. De officiële naam van het toernooi was Duty Free Tennis Championships.
Het toernooi bestond uit twee delen:
- WTA-toernooi van Dubai 2018, het toernooi voor de vrouwen, van 19 tot en met 24 februari 2018
- ATP-toernooi van Dubai 2018, het toernooi voor de mannen, van 26 februari tot en met 3 maart 2018

| WTA               | februari 2018 | februari 2018 | februari 2018 | februari 2018 | februari 2018 | februari 2018 |
| WTA               | maa 19        | din 20        | woe 21        | don 22        | vrĳ 23        | zat 24        |
| ----------------- | ------------- | ------------- | ------------- | ------------- | ------------- | ------------- |
| vrouwenenkelspel  | 1e ronde      | 1e ronde      | 2e ronde      | kwartfinale   | halve finale  | finale        |
| vrouwendubbelspel | 1e ronde      | 1e ronde      | 2e ronde      | 2e ronde      | halve finale  | finale        |

| ATP              | februari 2018 | februari 2018 | februari 2018 | februari 2018 | maart 2018  | maart 2018   | maart 2018 |
| ATP              | maa 26        | din 27        | woe 28        | woe 28        | don 1       | vrĳ 2        | zat 3      |
| ---------------- | ------------- | ------------- | ------------- | ------------- | ----------- | ------------ | ---------- |
| mannenenkelspel  | 1e ronde      | 1e ronde      | 2e ronde      | 2e ronde      | kwartfinale | halve finale | finale     |
| mannendubbelspel | 1e ronde      | 1e ronde      | 1e ronde      | 2e ronde      | 2e ronde    | halve finale | finale     |

ATP-toernooi van Dubai – WTA-toernooi van Dubai

2001 · 2002 · 2003 · 2004 · 2005 · 2006 · 2007 · 2008 · 2009 · 2010 · 2011 · 2012 · 2013 · 2014 · 2015 · 2016 · 2017 · 2018 · 2019 · 2020 · 2021 · 2022 · 2023 · 2024 · 2025